# Institut für Literaturforschung der Polnischen Akademie der Wissenschaften
Das Institut für Literaturforschung der Polnischen Akademie der Wissenschaften (polnisch Instytut Badań Literackich Polskiej Akademii Nauk; kurz: IBL PAN) ist ein geisteswissenschaftliches Institut für die Erforschung der polnischen Literatur an der Polnischen Akademie der Wissenschaften. Sein Sitz ist der Staszic-Palast in Warschau.

## Geschichte
Das Institut für Literaturforschung wurde 1948 auf Verordnung des Ministerrates als selbstständiges Institut gegründet, das zunächst dem Bildungsminister und kurz darauf dem Minister für Hochschulen und Wissenschaft unterstand. Der Initiator für die Gründung des Instituts war der Sejmabgeordnete und Chefredakteur der Zeitschrift Kuźnica Stefan Żółkiewski. 1952 wurde das Institut Teil der Polnischen Akademie der Wissenschaften.
Das Institut umfasste ursprünglich die Einrichtungen für Polnische Literaturgeschichte, Literaturtheorie und Literarische Wissenschaftsmethodologie, Bibliografie sowie eine Arbeitsstelle für Schulbücher der Polnischen Literaturgeschichte. Das Fachkabinett wurde jedoch früh wieder aufgelöst und die Einrichtung für Polnische Literaturgeschichte wurde in die einzelnen Literaturepochen untergliedert. Die Einrichtung für Literaturtheorie und Literarische Wissenschaftsmethodologie wurde durch die Arbeitsstelle für Historische und Theoretische Poetik und die Einrichtung für Bibliografie durch die Arbeitsstellen für Altpolnische Dokumentation, die Arbeitsstelle für Dokumentation der Literatur des 20. Jahrhunderts sowie die Arbeitsstelle für die Laufende Bibliografie ersetzt. Die Abteilung für Volksliteratur trat 1953 hinzu und blieb bis 1993 als Arbeitsstelle bestehen.
Bis in die 1960er Jahre beschränkte sich der Lehrbetrieb auf die Verleihung von wissenschaftlichen Graden. Im Zeitraum von 1948 bis 2010 promovierten insgesamt 257 Personen und 116 habilitierten. Von 1966 bis 1998 wurde zudem ein Promotionsstudium angeboten.

## Zeitschriften
Das Institut für Literaturforschung der Polnischen Akademie der Wissenschaften publizierte und publiziert mehrere literarischen Zeitschriften. Zu diesen zählen der bereits 1902 gegründete Pamiętnik Literacki, von 1972 bis 1981 Teksty sowie seit 1990 die Weiterführung Teksty Drugie.
Daneben erschienen von 1958 bis 1992 der Biuletyn polonistyczny, von 1978 bis 1992 die Literary Studies in Poland, von 1962 bis 1976 der Rocznik czasopiśmiennictwa polskiego sowie von 1977 bis 1993 seine Weiterführung Kwartalnik historii prasy polskiej.

## Verlag

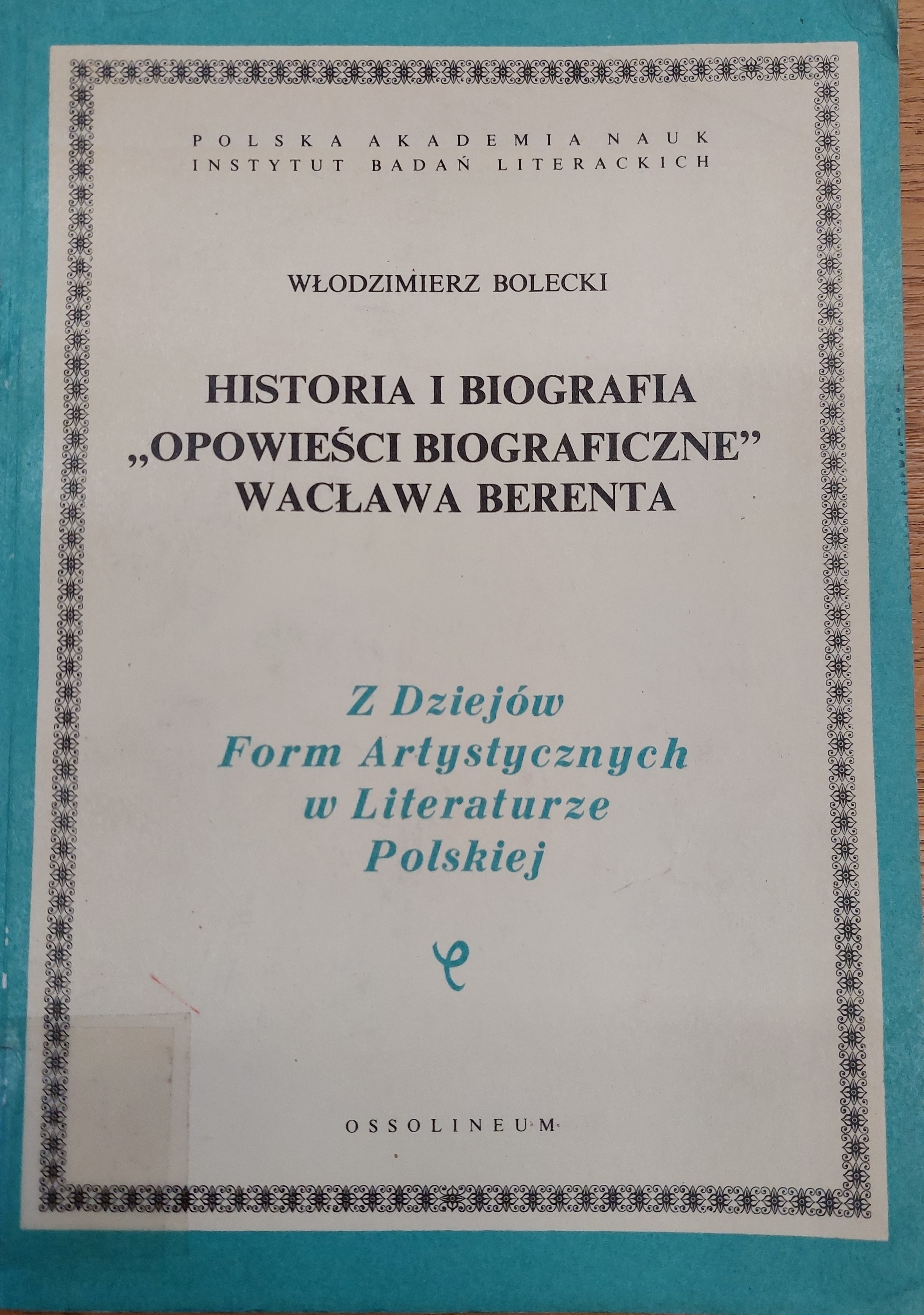
Die Magisterarbeit von Włodzimierz Bolecki erschien 1978 noch beim Breslauer Ossolineum.

Der Verlag des Instituts für Literaturforschung der Polnischen Akademie der Wissenschaften (Wydawnictwo Instytutu Badań Literackich PAN) wurde 1990 gegründet und brachte bisher über 500 Titel heraus. Der Verlag gibt fachwissenschaftliche Bücher und Buchreihen sowie kritische Ausgaben altpolnischer Texte heraus.

## Bibliothek
Die Institutsbibliothek wurde mit dem Institut 1948 gegründet und umfasste zunächst die Sammlungen der Bibliografen Jan Michalski und Gabriel Korbut. Neben literarischen Werken und Fachbüchern umfasst der Bibliotheksbestand Handschriften von Cyprian Norwid, Eliza Orzeszkowa, Maria Konopnicka, Jan Kasprowicz, Witold Gombrowicz und Czesław Miłosz, eine Sammlung von Frühdrucken, Judaica und eine umfassende Sammlung von Untergrundliteratur.